# Woody Guthrie Foundation
A Woody Guthrie Foundation, fundada em 1972, é uma organização sem fins lucrativos que atua como administradora e zeladora dos arquivos de Woody Guthrie. Dedicada à preservação e divulgação da informação sobre o vasto legado cultural de Guthrie, foi aberta ao público em 1996 na West 57th St, Nova Iorque e abriga a maior colecção de material sobre Woody Guthrie no mundo.
As letras não gravadas de Guthrie que estão arquivadas, foram ponto de partida de muitos álbuns. A diretora da Fundação, Nora Guthrie, começou a convidar indivudualmente cantores e compositores à visitar a fundação em Nova Iorque, onde milhares de letras que nunca foram colocadas em uma canção estão arquivadas.